# Ulvik
Ulvik è un comune norvegese della contea di Vestland.